# Aristida aequiglumis
Aristida aequiglumis är en gräsart som beskrevs av Eduard Hackel. Aristida aequiglumis ingår i släktet Aristida och familjen gräs. Inga underarter finns listade i Catalogue of Life.